# Thomas Sedgwick Whalley
Pour les articles homonymes, voir Whalley.
Thomas Sedgwick Whalley est un prêtre anglican, écrivain et voyageur anglais né en 1746 à Cambridge et mort le 3 septembre 1828 à La Flèche.

## Biographie
Thomas Sedgwick Whalley est le troisième fils du théologien John Whalley (en), professeur à l'université de Cambridge dont il dirige le collège de Peterhouse. Sa mère Mary est la fille de Francis Squire, chanoine et chancelier de la cathédrale de Wells. Il est scolarisé à Ilminster School, puis entre en 1763 au St John's College de Cambridge, décrochant son Bachelor of Arts en 1767, puis son Master of Arts en 1774.
Comme son père, Whalley fait carrière dans l'Église d'Angleterre. Après avoir été ordonné prêtre, il est nommé en 1772 recteur de Hagworthingham, un village du Lincolnshire situé dans la région marécageuse des Fens où il ne met jamais les pieds. Son mariage avec l'héritière Elizabeth Jones, en 1774, le met à l'abri du besoin et le manoir de Langford Court, à Burrington dans le Somerset, devient sa résidence principale. Il achète également une demeure dans le Crescent, à Bath, et rejoint le cercle littéraire qui se forme autour d'Anna Miller (en) à Batheaston.
La situation financière des Whalley se dégrade et ils quittent Langford Court en 1783. Au cours des années qui suivent, Whalley passe en général ses étés dans une chaumière des collines de Mendip et ses hivers et ses printemps en Europe continentale. Il tient des journaux intimes lors de ses séjours en France, en Italie, en Suisse et en Belgique. À la mort de sa femme, en 1801, il se remarie avec Augusta Utica Heathcote, fille du commerçant George Heathcote (en). Sa deuxième femme meurt à son tour en 1807. Il achète l'année suivante une maison sur Baker Street, à Londres, où il mène grand train. Son troisième mariage, en 1812, ne dure pas longtemps, car il découvre que sa nouvelle femme, la veuve Frances Horneck, est criblée de dettes.
Whalley reprend ses voyages en Europe en 1814, une fois les guerres napoléoniennes achevées. Il meurt de vieillesse en 1828 à La Flèche, dans la Sarthe, où il est enterré. Ses journaux et sa correspondance sont publiés en 1863.

## Œuvres
- 1779 : Edwy and Edilda, poésie
- 1781 : The Castle of Montval, tragédie
- 1781 : The Fatal Kiss, poésie
- 1782 : Verses addressed to Mrs. Siddons on her being engaged at Drury Lane Theatre, poésie
- 1788 : Mont Blanc, poésie
- 1809 : Kenneth and Fenella, conte